# Skrrrt
Skrrrt (stylizowany zapis SKɌɌɌT) – czternasty studyjny album polskiego rapera Tedego. Płyta ukazała się 23 czerwca 2017 roku nakładem wytwórni Wielkie Joł. Dzień przed premierą album został udostępniony bezpłatnie w formie digital stream na kanale YouTube wydawcy. Album został wyprodukowany w całości przez Sir Micha. Jest to pierwszy album w karierze rapera, na którym nie występują gościnne zwrotki.

## Wydanie i promocja
W kwietniu 2017 roku Tede wyjechał do Czech wraz z ekipą Wielkie Joł, gdzie zapowiedział, że nagrywa numery na swoją następną nową płytę. Raper w ramach promocji swojej nowej płyty wypuścił serię odcinków w dwóch sezonach pt. Skrrrt TV. 8 maja 2017 roku premierę miał utwór pt. "Rezzi (lata dans)", promujący nowy album pt. Skrrrt, którego premiera została zapowiedziana na 23 czerwca 2017. 24 maja 2017 roku ukazał się drugi singiel pt. "0000001", a wraz z nim ruszyła przedsprzedaż nowej płyty. 12 czerwca tego samego roku premierę miał trzeci singiel pt. "#CTZK" z kontrowersyjnym teledyskiem, gdzie raper niszczy limitowane buty Adidas Yeezy z kolekcji promowanej przez Kanyego Westa, których wartość na rynku wtórnym sięga nawet kilku tysięcy złotych. Ostatni, czwarty singiel pt. "T-Killa" ukazuje się dzień przed premierą płyty.
Do płyty został dołączony mini-album pt. "Letnie Czartery", dostępny tylko w wersji pre-order. Materiał zawiera sześć niepublikowanych wcześniej utworów, w jednym z nich wokalnie udziela się producent płyty Sir Michu. Album ten był promowany przez singiel pt. "Typowy Janusz".

## Nagrody i wyróżnienia
Album zadebiutował na 1. miejscu polskiej listy przebojów – OLiS i utrzymywała się na niej przez 13 tygodni. 28 marca 2018 roku album uzyskał w Polsce status złotej płyty sprzedając się w nakładzie 15 tys. egzemplarzy. Album znalazł się na 54 miejscu najlepiej sprzedających się albumów 2017 roku. Singiel pt. "T-Killa" został wyróżniony tytułem "Polski Singiel Roku 2017" w Plebiscycie WuDoo i Hip-hop.pl zdobywając największą łączną liczbę głosów słuchaczy audycji i czytelników portalu.

## Lista utworów
Opracowano na podstawie materiału źródłowego.
1. "Rezzi (Lata Dans)" – 3:57
2. "Jestem jak: wooow!" – 3:57
3. "Suczy sonar" – 4:18
4. "Dziup L.A." – 3:56
5. "Eco social media"" – 3:20
6. "Traphałs" – 4:42
7. "#CTZK" – 3:17
8. "Miauuu" – 4:10
9. "Kevlar" – 3:12
10. "Vvolno i nisko" – 4:31
11. "T-Killa" – 4:34
12. "Kusi Kusi" – 4:03
13. "0000001" – 3:11

| Letnie Czartery |
| --- |
| 1. "Typowy janusz" – 3:25 2. "Lubię furą" – 3:58 3. "Lęk wysokości" – 3:52 4. "Młody Hugh Hefner" – 2:55 5. "Snapchat song" – 3:34 6. "Riri" (gościnnie: Sir Michu) – 3:43 |

## Sprzedaż

### Pozycje w notowaniach OLiS
OLiS jest ogólnopolskim notowaniem, tworzonym przez agencję TNS Polska na podstawie sprzedaży albumów muzycznych na nośnikach fizycznych (nie uwzględnia zatem informacji o pobraniach w formacie digital download czy odtworzeniach w serwisach streamingowych).
| Tydzień | 1      | 2      | 3      | 4      | 5      | 6      | 7      | 8      | 9      | 10     | 11     | 12     | 13     |
| ------- | ------ | ------ | ------ | ------ | ------ | ------ | ------ | ------ | ------ | ------ | ------ | ------ | ------ |
| Pozycja | 1      | 6      | 12     | 14     | 22     | 24     | 20     | 23     | 31     | 46     | 38     | 50     | 26     |
| Źródło  | [ 27 ] | [ 28 ] | [ 29 ] | [ 30 ] | [ 31 ] | [ 32 ] | [ 33 ] | [ 34 ] | [ 35 ] | [ 36 ] | [ 37 ] | [ 38 ] | [ 39 ] |

| Miesiąc       | Pozycja |
| ------------- | ------- |
| Czerwiec 2017 | 3       |

| Rok  | Pozycja |
| ---- | ------- |
| 2017 | 54      |

### Certyfikaty ZPAV
Certyfikaty sprzedaży są wystawiane przez Związek Producentów Audio-Video za osiągnięcie określonej liczby sprzedanych egzemplarzy, obliczanej na podstawie kupionych kopii fizycznych i cyfrowych, a także odtworzeń w serwisach streamingowych.
| Certyfikat  | Liczba egzemplarzy | Data         |        |
| ----------- | ------------------ | ------------ | ------ |
| złota płyta | 15 000             | 4 lipca 2018 | [ 22 ] |